# Didymosphaeria conoidea
Didymosphaeria conoidea är en lavart som beskrevs av Niessl 1875. Didymosphaeria conoidea ingår i släktet Didymosphaeria och familjen Didymosphaeriaceae.  Arten är reproducerande i Sverige. Inga underarter finns listade i Catalogue of Life.